# Козлик та ослик
«Козлик та ослик» — анімаційний фільм 1976 року Творчого об'єднання художньої мультиплікації студії Київнаукфільм, режисер — Леонід Зарубін.

## Сюжет
Казка про те, як Ослик прийшов у гості до Козлика і вони разом пішли на лижну прогулянку.

## Над мультфільмом працювали
- Режисер: Леонід Зарубін
- Автор сценарію: Емма Мошковська
- Композитор: Віктор Шевченко
- Художник-постановник: Наталія Горбунова
- Оператор: Тамара Федяніна
- Звукорежисер: Ігор Погон
- Ролі озвучила: Клара Румянова
- Ляльководи: Жан Таран, Елеонора Лисицька, А. Трифонов
- Ляльки та декорації виготовили: Яків Горбаченко, В. Гахун, Анатолій Радченко, В. Яковенко
- Асистенти: А. Кирик, М. Вострецов, О. Опришко, Т. Дубенко
- Редактор: Світлана Куценко
- Директор картини: Марина Гладкова